# Fiedosij Rogożnikow
Fiedosij Wasiljewicz Rogożnikow (ros. Федосий Васильевич Рогожников, ur. 24 lipca?/6 sierpnia 1913 we wsi Pojedugi w Kraju Permskim, zm. 21 kwietnia 1966 we wsi Pieski w obwodzie woroneskim) – radziecki wojskowy, Bohater Związku Radzieckiego (1945).

## Życiorys
Urodził się w rodzinie chłopskiej. Do 1925 skończył 5 klas szkoły, pracował w gospodarstwie wiejskim, 1932–1933 uczył się na kursach mechaników, później pracował w Stacji Maszynowo-Traktorowej. W listopadzie 1935 został powołany do Armii Czerwonej, służył na Dalekim Wschodzie, ukończył szkołę pułkową, w lipcu i sierpniu 1938 brał udział w walkach nad jeziorem Chasan, w grudniu 1939 został zwolniony do rezerwy, mieszkał w Woroszyłowie (obecnie Ussuryjsk). W czerwcu 1941 zmobilizowany ponownie, we wrześniu 1941 skończył kursy młodszych poruczników i został skierowany na Front Północno-Zachodni jako dowódca plutonu, później był zastępcą dowódcy kompanii czołgów, adiutantem batalionu czołgów, pomocnikiem szefa sztabu brygady i dowódcą batalionu na Froncie Północno-Zachodnim, Zachodnim, Kalinińskim, Briańskim, Stalingradzkim, Dońskim, Woroneskim, Stepowym, 1 Ukraińskim, Leningradzkim, 2 Ukraińskim, 3 Białoruskim, 1 Nadbałtyckim i 2 Białoruskim. Uczestniczył w obronie Moskwy, walkach pod Jelcem, bitwie pod Stalingradem, Kurskiem, operacji biełgorodzko-charkowskiej, humańsko-botoszańskiej, białoruskiej, pomorskiej i berlińskiej, był trzykrotnie ranny. 26 lutego 1945 jako dowódca batalionu 3 Gwardyjskiej Brygady Pancernej 3 Gwardyjskiego Korpusu Pancernego 70 Armii 2 Frontu Białoruskiego w stopniu kapitana przełamał obronę przeciwnika i wraz z innymi oddziałami korpusu wziął udział w zajmowaniu Białego Boru, Polanowa, Sianowa i Koszalina. W 1947 ukończył wyższą oficerską szkołę wojsk pancernych w Leningradzie, wkrótce potem został zwolniony do rezerwy w stopniu majora.

## Odznaczenia
- Złota Gwiazda Bohatera Związku Radzieckiego (29 czerwca 1945)
- Order Lenina (29 czerwca 1945)
- Order Czerwonego Sztandaru (dwukrotnie, m.in. 22 marca 1943)
- Order Wojny Ojczyźnianej I klasy (21 lipca 1944)
- Order Krzyża Grunwaldu (Polska Ludowa)

I medale.